# Secretaría de Hacienda y Crédito Público
La Secretaría de Hacienda y Crédito Público és una secretaria d'estat de l'administració pública federal a l'encàrrec de la qual es troba tot el relacionat a la recaptació tributària, administració financera i fiscalització de recursos del despesa pública, així com la regulació i vigilància de les institucions bancàries i de valors d'aquest país.

## Antecedents
La funció de recaptació d'impostos va ser una de les primeres que Mèxic va dipositar en un ministeri al moment d'esdevenir una nació independent. Així, el 8 de novembre de 1821, es va crear la «Secretaría de Estado y del Despacho de Hacienda» amb l'aprovació del Reglamento Provisional para el Gobierno Interior y Exterior de las Secretarías de Estado y del Despacho Universal. El 16 de novembre de 1824 es crearia la primera llei que regularia a l'administració pública en matèria fiscal, la Ley para el Arreglo de la Administración de la Hacienda Pública.
En 1843, amb l'adopció del règim centralista a Mèxic, la secretaria es va tornar «Ministerio de Hacienda», que tornaria a canviar a Secretaria en 1853, agregant-se la funció de crèdit públic, d'aquesta manera seria denominada per primera vegada Secretaría de Hacienda y Crédito Público.

## Funcions
Conforme a la Ley Orgánica de la Administración Pública Federal, a aquesta secretaria li corresponen, entre d'altres, les següents funcions:
- Projectar i calcular els ingressos de la federació, del Govern del Districte Federal i de les entitats paraestatals, considerant les necessitats de la despesa pública federal, la utilització raonable del crèdit públic i la sanitat financera de l'administració pública federal;
- Manejar el deute públic de la federació i del Govern del Districte Federal;
- Realitzar o autoritzar totes les operacions en què es faci ús del crèdit públic;
- Planejar, coordinar, avaluar i vigilar el sistema bancari del país que comprèn al banc central, a la Banca Nacional de Desenvolupament i les altres institucions encarregades de prestar el servei de banca i crèdit;
- Exercir les atribucions en matèria d'assegurances, fiances, valors i d'organitzacions i activitats auxiliars del crèdit;
- Cobrar els impostos, contribucions de millores, drets, productes i aprofitament federals en els termes de les lleis aplicables i vigilar i assegurar el compliment de les disposicions fiscals;
- Organitzar i dirigir els serveis duaners i d'inspecció;
- Projectar i calcular les despeses del Govern Federal i de l'administració pública paraestatal.
- Formular el compte anual de la Hisenda Pública Federal;
- Fixar les línies que s'han de seguir en l'elaboració de la documentació necessària per a la formulació de l'Informe Presidencial i integrar aquesta documentació;
- Regular l'adquisició, arrendament, alienació, destinació o afectació dels béns immobles de l'Administració Pública Federal i, si escau, representar l'interès de la Federació.

## Organigrama

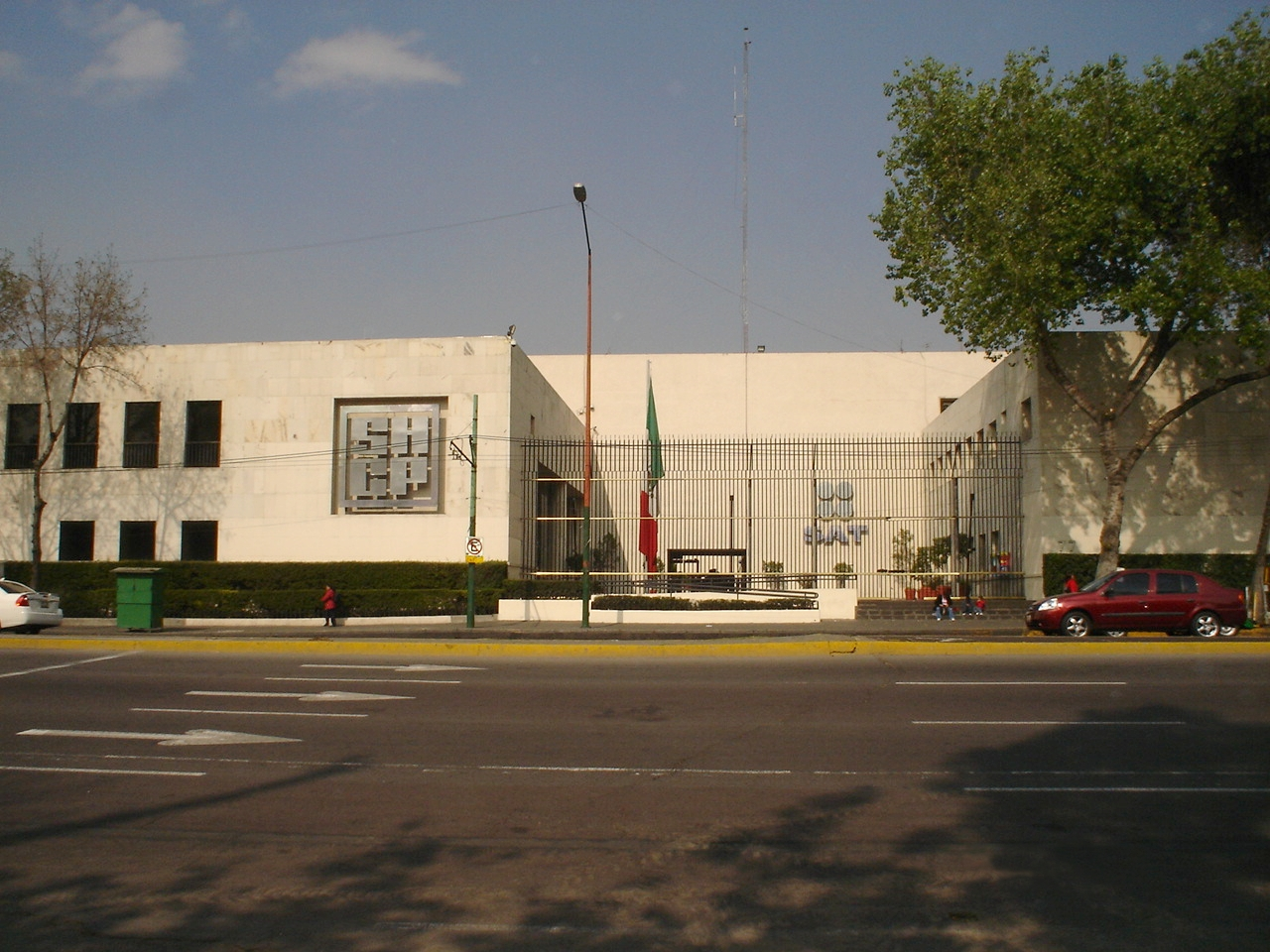
Oficines centrals del S. A. T. al D. F.

Per a dur a terme aquestes funcions la Secretaría de Hacienda y Crédito Público, compta amb les següents unitats:
- Subsecretaría de Hacienda y Crédito Público
- Subsecretaría de Ingresos
- Subsecretaría de Egresos
- Procuraduría Fiscal de la Federación
- Tesorería de la Federación

### Òrgans dependents, descentralitzats i entitats
- Servicio de Administración Tributaria
- Comisión Nacional Bancaria y de Valores
- Comisión Nacional de Seguros y Fianzas
- Comisión Nacional del Sistema de Ahorro para el Retiro
- Bansefi S.N.C
- Financiera Rural
- Comisión Nacional para la Protección y Defensa de los Usuarios de Servicios Financieros
- Fondo Especial de Asistencia Técnica y Garantia de Créditos Agropecuarios
- Fondo de Capitalización e Inversión del Sector Rural
- Agroasemex S.A.
- Servicio de Administración y Enajenación de Bienes
- Comisión Nacional de Vivienda

## Llista de Secretaris de Hacienda y Crédito Público de Mèxic

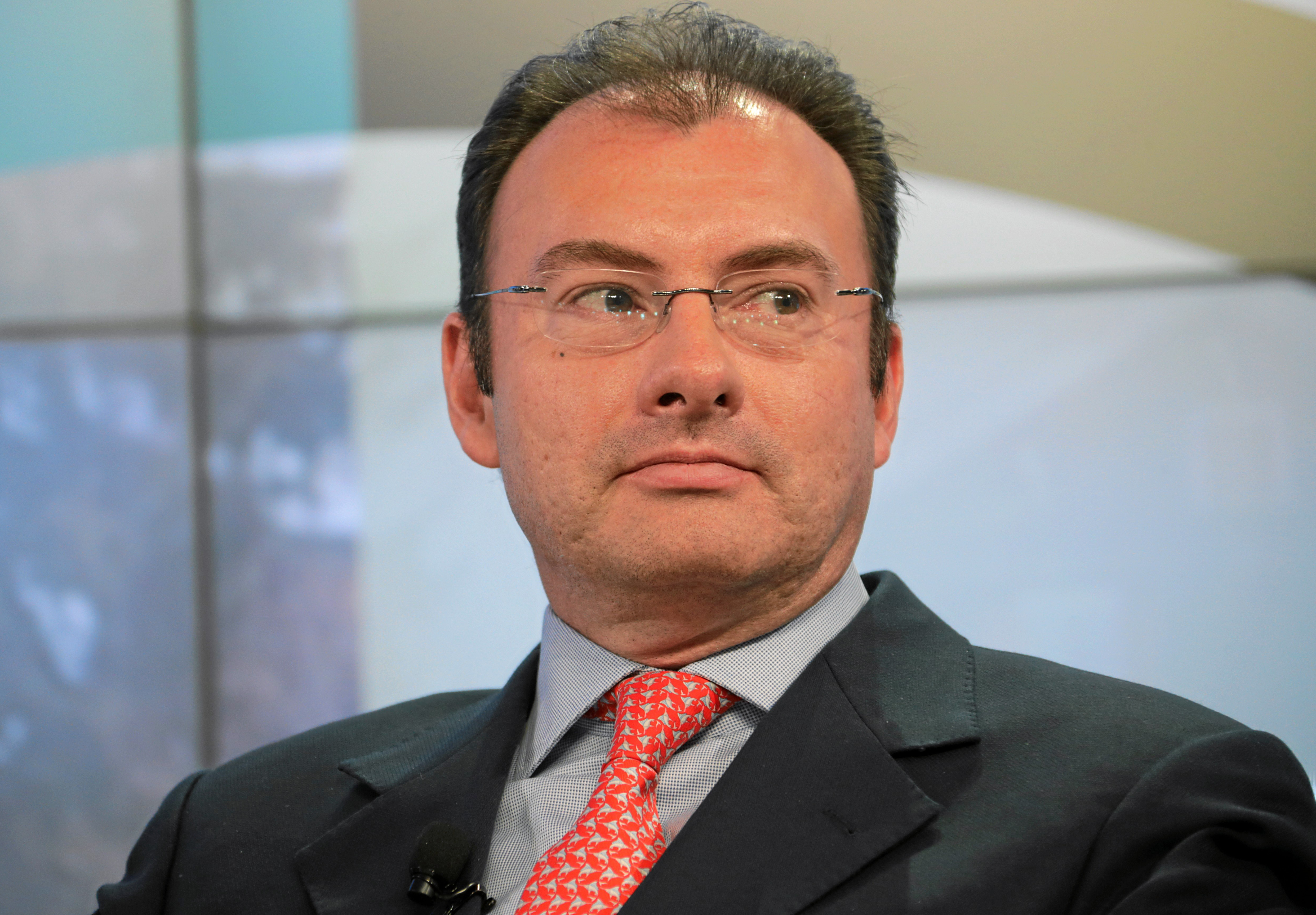
Luis Videgaray, en el càrrec des de 2012

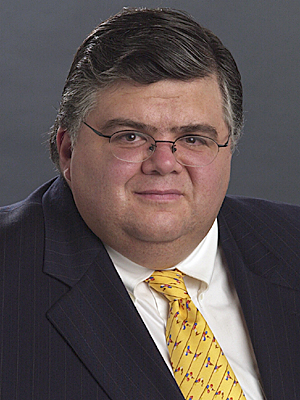
Agustín Carstens Carstens, 2006-2009

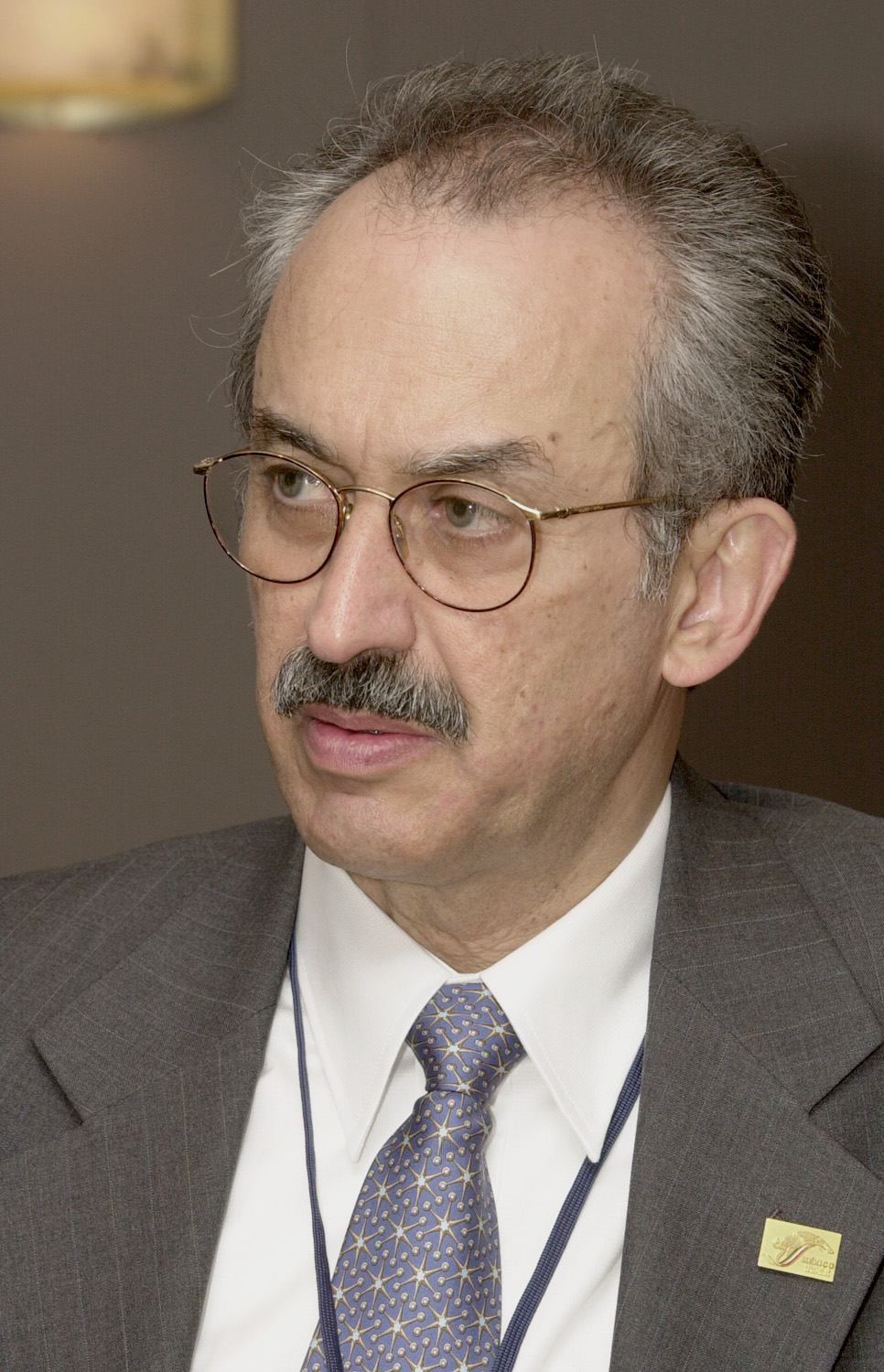
Francisco Gil Díaz, 2000-2006

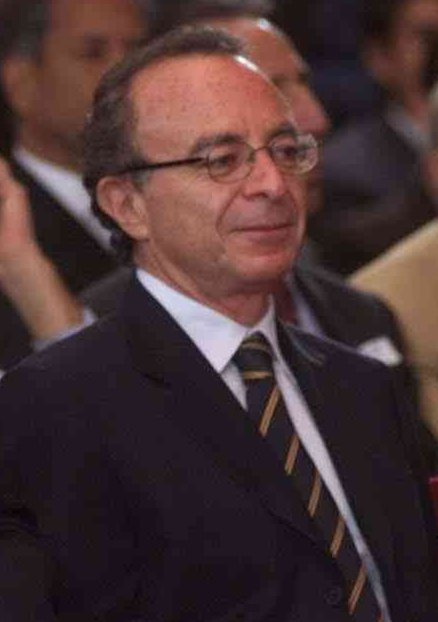
Guillermo Ortiz Martínez, 1994-1998

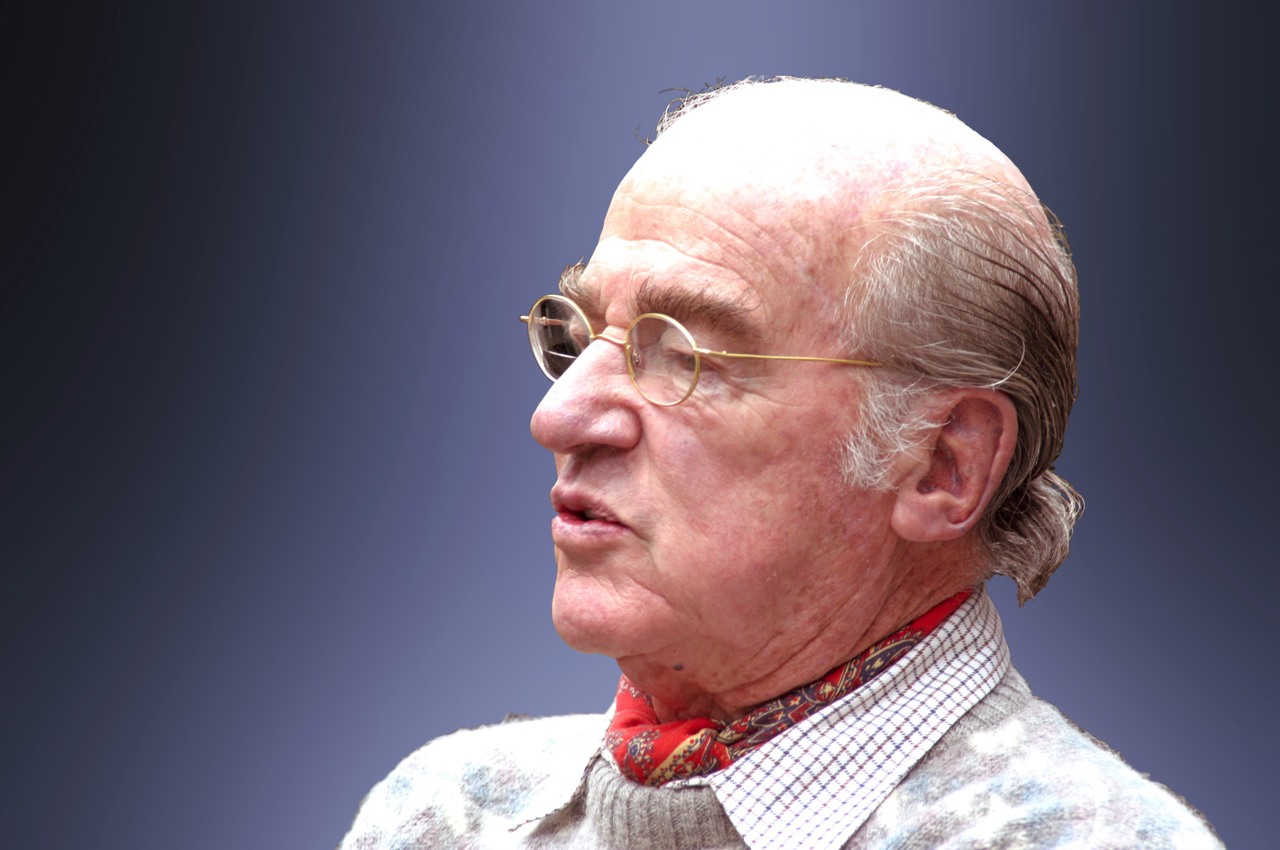
Mario Ramón Beteta, 1975-1976

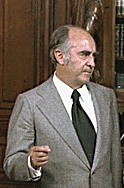
José López Portillo, 1973-1975

- Govern de Benito Juárez (1861 - 1872)
  - (1868): Matías Romero
  - (1868): José María Garmendia
  - (1868 - 1872): Matías Romero
  - (1872): Francisco Mejía Escalada
- Govern de Sebastián Lerdo de Tejada (1872 - 1876)
  - (1872 - 1876): Francisco Mejía Escalada
- Govern de Porfirio Díaz (1876 - 1880)
  - (1876 - 1877): Justo Benítez
  - (1877): Francisco Landero y Cos
  - (1877 - 1879): Matías Romero
  - (1879): José Hipólito Ramírez
  - (1879 - 1880): Trinidad García
  - (1880): Manuel H. Toro
  - (1880): Roberto Núñez
- Govern de Manuel González Flores (1880 - 1884)
  - (1880 - 1881): Francisco Landero y Cos
  - (1881): Roberto Núñez
  - (1882 - 1884): Jesús Fuentes y Muñiz
  - (1884): Miguel de la Peña
- Govern de Porfirio Díaz (1884 - 1911)
  - (1884 - 1891): Manuel Dublán
  - (1891 - 1892): Benito Gómez Farías
  - (1892): Matías Romero
  - (1892 - 1911): José Yves Limantour
- Govern de Francisco León de la Barra (1911)
  - (1911): Ernesto Madero
- Govern de Francisco I. Madero (1911 - 1913)
  - (1911 - 1913): Ernesto Madero
- Govern de Victoriano Huerta (1913 - 1914)
  - (1913): Toribio Esquivel Obregón
  - (1913): Enrique Gorostieta
  - (1913 - 1914): Adolfo de la Lama
  - (1914): Gilberto Trujillo
- Govern de Francisco Carvajal (1914)
  - (1914): Gilberto Trujillo
- Govern de Venustiano Carranza (1914 - 1920)
  - (1914): Felícitos Villarreal
  - (1914): Carlos M. Ezquerro
  - (1914): José J. Reynoso
  - (1914): Rafael Nieto Compeán
  - (1914 - 1917): Luis Cabrera Lobato
  - (1917 - 1919): Rafael Nieto Compeán
  - (1919 - 1920): Luis Cabrera
- Govern d'Adolfo de la Huerta (1920)
  - (1920): Salvador Alvarado
- Govern d'Álvaro Obregón (1920 - 1924)
  - (1920 - 1923): Adolfo de la Huerta
  - (1923 - 1924): Alberto J. Pani
- Govern de Plutarco Elías Calles (1924 - 1928)
  - (1924 - 1927): Alberto J. Pani
  - (1927 - 1928): Luis Montes de Oca
- Govern d'Emilio Portes Gil (1928 - 1930)
  - (1928 - 1930): Luis Montes de Oca
- Govern de Pascual Ortiz Rubio (1930 - 1932)
  - (1930 - 1932): Luis Montes de Oca
  - (1932): Alberto J. Pani
- Govern d'Abelardo L. Rodríguez (1932 - 1934)
  - (1932 - 1933): Alberto J. Pani
  - (1933 - 1934): Plutarco Elías Calles
  - (1934): Marte R. Gómez
- Govern de Lázaro Cárdenas del Río (1934 - 1940)
  - (1934 - 1935): Narciso Bassols
  - (1935 - 1940): Eduardo Suárez Aránzolo
- Govern de Manuel Ávila Camacho (1940 - 1946)
  - (1940 - 1946): Eduardo Suárez Aránzolo
- Govern de Miguel Alemán (1946 - 1952)
  - (1946 - 1952): Ramón Beteta Quintana
- Govern d'Adolfo Ruiz Cortines (1952 - 1958)
  - (1952 - 1958): Antonio Carrillo Flores
- Govern d'Adolfo López Mateos (1958 - 1964)
  - (1958 - 1964): Antonio Ortiz Mena
- Govern de Gustavo Díaz Ordaz (1964 - 1970)
  - (1964 - 1970): Antonio Ortiz Mena
  - (1970): Hugo B. Margáin
- Govern de Luis Echeverría (1970 - 1976)
  - (1970 - 1973): Hugo B. Margáin
  - (1973 - 1975): José López Portillo
  - (1975 - 1976): Mario Ramón Beteta
- Govern de José López Portillo (1976 - 1982)
  - (1976 - 1977): Julio Rodolfo Moctezuma
  - (1977 - 1982): David Ibarra Muñoz
  - (1982): Jesús Silva Herzog Flores
- Govern de Miguel de la Madrid (1982 - 1988)
  - (1982 - 1986): Jesús Silva Herzog Flores
  - (1986 - 1988): Gustavo Petriccioli
- Govern de Carlos Salinas de Gortari (1988 - 1994)
  - (1988 - 1994): Pedro Aspe Armella
- Govern d'Ernesto Zedillo (1994 - 2000)
  - (1994): Jaime Serra Puche
  - (1994 - 1998): Guillermo Ortiz Martínez
  - (1998 - 2000): José Ángel Gurría
- Govern de Vicente Fox (2000 - 2006)
  - (2000 - 2006): Francisco Gil Díaz
- Govern de Felipe Calderón Hinojosa (2006 - 2012)
  - (2006 - 2009): Agustín Carstens
  - (2009 - 2011): Ernesto Cordero Arroyo
  - (2011 - 2012): José Antonio Meade Kuribreña
- Govern d'Enrique Peña Nieto (2012 - 2018)
  - (2012 - 2016): Luis Videgaray Caso
  - (2016 - 2017): José Antonio Meade Kuribreña
  - (des del 2017): José Antonio González Anaya